# Štefan Karásek
Štefan Karásek (* 16. srpna 1970) je bývalý slovenský fotbalista, obránce.

## Fotbalová kariéra
V československé lize hrál za Duklu Banská Bystrica. Nastoupil v 70 ligových utkáních a dal 2 góly. Ve slovenské lize hrál za Duklu Banská Bystrica a 1. FC Košice, nastoupil ve 179 utkáních a dal 2 góly. V Poháru UEFA nastoupil ve 2 utkáních.

## Ligová bilance
| Ročník                                      | Zápasy | Góly | Klub                  |
| ------------------------------------------- | ------ | ---- | --------------------- |
| 1. československá fotbalová liga 1988/89    | 4      | 0    | Dukla Banská Bystrica |
| 1. československá fotbalová liga 1989/90    | 11     | 1    | Dukla Banská Bystrica |
| 1. československá fotbalová liga 1990/91    | 30     | 0    | Dukla Banská Bystrica |
| 1. československá fotbalová liga 1991/92    | 25     | 1    | Dukla Banská Bystrica |
| 1. slovenská národní fotbalová liga 1992/93 | -      | -    | Dukla Banská Bystrica |
| Mars superliga 1993/94                      | 22     | 0    | Dukla Banská Bystrica |
| Mars superliga 1994/95                      | 27     | 0    | Dukla Banská Bystrica |
| Mars superliga 1995/96                      | 15     | 1    | Dukla Banská Bystrica |
| Mars superliga 1995/96                      | 15     | 0    | 1. FC Košice          |
| Mars superliga 1996/97                      | 13     | 0    | 1. FC Košice          |
| Mars superliga 1996/97                      | 14     | 0    | Dukla Banská Bystrica |
| Mars superliga 1997/98                      | 27     | 0    | Dukla Banská Bystrica |
| Mars superliga 1998/99                      | 28     | 0    | Dukla Banská Bystrica |
| Mars superliga 1999/00                      | 18     | 1    | Dukla Banská Bystrica |
| CELKEM                                      | 249    | 4    |                       |